# Lasse Sobiech
Lasse Sobiech (Schwerte, 1991. január 18. –) német labdarúgó, a Stellenbosch hátvédje.

## Sikerei, díjai
Köln
- Bundesliga 2:
  - Bajnok: 2018–19